# Schweizer Cup (Fussball, Männer) 2020/21
Der 96. Schweizer Cup im Fussball wurde in den Jahren 2020 und 2021 ausgetragen. Aufgrund des Coronavirus-Ausbruchs 2020 und des dadurch gedrängten Spielplans der beiden höchsten Ligen fand der Cup mit einem reduzierten Teilnehmerfeld statt. Der FC Luzern gewann ihn. Die Helvetia Versicherungen waren nicht mehr als Hauptsponsor dabei.

## Modus
Es wurden sechs Runden (1/32-, 1/16-, 1/8-, 1/4- und 1/2-Final, Final) gespielt.
Neun Vereine aus der Super League und zehn Mannschaften der Challenge League waren direkt für den Schweizer Cup qualifiziert. Zudem nahm ein reduziertes Teilnehmerfeld von 18 Teilnehmern von Vereinen aus der Promotion League, 1. Liga, 2. Liga interregional und den Amateurligen am Schweizer Cup teil.
Mannschaften aus dem Fürstentum Liechtenstein sind nicht teilnahmeberechtigt, da die Liechtensteiner Clubs zwar am Schweizer Meisterschaftsbetrieb teilnehmen, aber im eigenständigen Liechtensteiner Cup starten. Dies betraf auch den Super-League-Club FC Vaduz. Sein Platz ging an die Erste Liga (Promotion League und 1. Liga). Zudem waren die U-21-Mannschaften aus der Promotion League nicht spielberechtigt, genauso wie sämtliche weiteren Reserve-Teams.
Der Schweizer Cup wird im K.-o.-System ausgetragen. In der Regel wird jede Runde innert maximal drei Tagen gespielt. Neu genossen die unterklassigen Mannschaften bis zur 5. (Halbfinal) statt nur bis zur 3. Runde das Heimrecht.
- 1. Runde (28., 29. und 30. August 2020): 18 Teams, die Sieger waren für die 2. Runde qualifiziert. Die Teams der höchsten beiden Ligen genossen ein Freilos.
- 2. Runde (11., 12. und 13. September 2020): 24 Teams, die Sieger waren für die Achtelfinals qualifiziert. Die vier Teilnehmer an den europäischen Wettbewerben genossen ein Freilos. Vereine der Super League trafen nicht aufeinander.
- Achtelfinals (9./10. Februar 2021): 16 Teams, die Sieger waren für die Viertelfinals qualifiziert.
- Viertelfinals (13./14. April 2021): 8 Teams, die Sieger waren für die Halbfinals qualifiziert.
- Halbfinals (4./5. Mai 2021): 4 Teams, die Sieger qualifizierten sich für den Final.
- Final (24. Mai 2021): Der Sieger gewann den 96. Schweizer Cup.

Der Cupsieger erhielt das Startrecht zur UEFA Europa Conference League 2021/22.

## Vorqualifikation der unteren Ligen
In einer normalen Saison wären 45 Vereine aus den unteren Ligen, qualifiziert durch Vorqualifikationen und Regionalausscheidungen, direkt an der 1. Hauptrunde des Schweizer Cups teilnahmeberechtigt. Aufgrund der abgebrochenen Saison wurden diese Startplätze Ende Mai bereits verlost. Dieses Teilnehmerfeld musste jedoch von den verantwortlichen Verbänden vor Wettbewerbsbeginn noch weiter reduziert werden. Die Verbände durften selbst entscheiden, ob sie diese Reduktion per weiteren Losentscheid oder mittels einer Vorqualifikation durchführen wollten. Alle Verbände entschieden sich für einen sportlichen Entscheid durch das Austragen einer Vorqualifikation. Die zu reduzierende Teilnehmerzahl wurde dabei wie folgt festgelegt:
- Erste Liga (Promotion League und 1. Liga): Reduktion von 18 auf 7 Teilnehmer
- Amateur-Liga (2. Liga interregional): Reduktion von 10 auf 4 Teilnehmer
- Regionalverbände (2. Liga und tiefer): Reduktion von 16 auf 7 Teilnehmer

### Vorqualifikation der Promotion League
In der Vorqualifikation der Promotion League musste das Teilnehmerfeld von acht auf drei Teilnehmer reduziert werden.
1. Qualifikationsrunde 
| Datum                     |                | Ergebnis                    |                      |
| ------------------------- | -------------- | --------------------------- | -------------------- |
| 8. August 2020, 16:00 Uhr | FC Köniz       | 3:0 FF *                    | SC Brühl St. Gallen  |
| 8. August 2020, 16:00 Uhr | FC Breitenrain | 1:1 n. V. (0:0) (4:6 i. E.) | FC Black Stars Basel |
| 8. August 2020, 18:00 Uhr | SC Cham        | 2:1 (0:0)                   | AC Bellinzona        |
| 9. August 2020, 18:00 Uhr | Stade Nyonnais | 1:0 (1:0)                   | FC Bavois            |

Entscheidungsrunde
| Datum                      |          | Ergebnis                         |         |
| -------------------------- | -------- | -------------------------------- | ------- |
| 28. August 2020, 20:00 Uhr | FC Köniz | 3:3 n. V. (2:2, 0:1) (7:5 i. E.) | SC Cham |

### Vorqualifikation der 1. Liga
In der Vorqualifikation der 1. Liga musste das Teilnehmerfeld von zehn auf fünf Teilnehmer reduziert werden.
1. Runde
| Datum                     |                        | Ergebnis                    |                    |
| ------------------------- | ---------------------- | --------------------------- | ------------------ |
| 7. August 2020, 20:00 Uhr | SC Buochs              | 1:4 (0:1)                   | FC Schötz          |
| 8. August 2020, 16:00 Uhr | Zug 94                 | 1:1 n. V. (0:0) (5:6 i. E.) | FC Solothurn       |
| 8. August 2020, 17:30 Uhr | Olympique de Genève FC | 1:2 (0:0)                   | FC Vevey United    |
| 8. August 2020, 18:00 Uhr | Meyrin FC              | 2:3 (1:1)                   | SR Delémont        |
| 8. August 2020, 18:00 Uhr | FC Tuggen              | 2:1 (0:0)                   | FC Red Star Zürich |

Entscheidungsrunde
| Datum                      |             | Ergebnis                    |                 |
| -------------------------- | ----------- | --------------------------- | --------------- |
| 19. August 2020, 20:00 Uhr | SR Delémont | 2:2 n. V. (0:1) (4:5 i. E.) | FC Vevey United |

### Vorqualifikation der 2. Liga interregional
In der Vorqualifikation der 2. Liga interregional musste das Teilnehmerfeld von zehn auf vier Teilnehmer reduziert werden.
1. Vorrunde
| Datum                      |                   | Ergebnis  |                |
| -------------------------- | ----------------- | --------- | -------------- |
| 15. August 2020, 16:00 Uhr | FC Rotkreuz       | 2:3 (1:2) | FC Sierre      |
| 15. August 2020, 17:00 Uhr | FC Wettingen      | 0:2 n. V. | SC Schöftland  |
| 15. August 2020, 18:00 Uhr | FC Monthey        | 2:1 (1:1) | FC Bassersdorf |
| 15. August 2020, 19:00 Uhr | FC Uzwil          | 1:2 (0:2) | SC Freienbach  |
| 16. August 2020, 15:30 Uhr | FC Ajoie-Monterri | 3:2 (1:1) | AC Taverne     |

2. Vorrunde
| Datum                      |                   | Ergebnis  |               |
| -------------------------- | ----------------- | --------- | ------------- |
| 19. August 2020, 20:00 Uhr | FC Ajoie-Monterri | 2:0 (0:0) | FC Freienbach |

### Vorqualifikation der Regionalverbände
In der Vorqualifikation der Regionalverbände musste das Teilnehmerfeld von 16 auf 7 Teilnehmer reduziert werden.
1. Vorrunde
| Datum                      |                           | Ergebnis             |                          |
| -------------------------- | ------------------------- | -------------------- | ------------------------ |
| 15. August 2020, 16:00 Uhr | FC Buchs (3.)             | 1:4 (0:4)            | FC Dürrenast (3.)        |
| 15. August 2020, 19:00 Uhr | FC Selzach (3.)           | 0:5 (0:2)            | FC Lenzburg (2.)         |
| 15. August 2020, 20:00 Uhr | FC Matran (3.)            | 3:5 n. V. (3:3, 1:1) | AS Haute-Broye (3.)      |
| 16. August 2020, 14:00 Uhr | SC Steinhausen (3.)       | 2:7 (1:3)            | FC Laufen (2.)           |
| 16. August 2020, 15:00 Uhr | FC Dübendorf (2.)         | 6:2 (3:1)            | FC Abtwil-Engelburg (2.) |
| 16. August 2020, 15:00 Uhr | Sport Genève Benfica (4.) | 2:6 (1:2)            | FC Savièse (2.)          |
| 16. August 2020, 15:00 Uhr | FC Zollbrück (3.)         | 3:2 (1:0)            | FC Bôle (2.)             |
| 22. August 2020, 17:00 Uhr | FC Küsnacht (4.)          | 1:3 (1:2)            | SC Balerna (2.)          |

2. Vorrunde
| Datum                      |                   | Ergebnis             |                  |
| -------------------------- | ----------------- | -------------------- | ---------------- |
| 22. August 2020, 16:00 Uhr | FC Dürrenast (3.) | 2:1 n. V. (1:1, 0:1) | FC Lenzburg (2.) |

## Teilnehmende Mannschaften
Am Schweizer Cup nahmen insgesamt 37 Mannschaften teil.
| Raiffeisen Super League 9 Vereine der Saison 2020/21 | Brack.ch Challenge League 10 Vereine der Saison 2020/21 | Promotion League 3 Vereine der Saison 2020/21               | 1. Liga 4 Vereine der Saison 2020/21                                 | 2. Liga interregional 4 Vereine der Saison 2020/21                       | tiefere Spielklassen 7 Vereine der Saison 2020/21                                                                                                 |
| FC Basel (BS) FC Lausanne-Sport (VD) FC Lugano (TI) FC Luzern (LU) Servette FC Genève (GE) FC Sion (VS) FC St. Gallen (SG) BSC Young Boys (BE) FC Zürich (ZH) | FC Aarau (AG) FC Chiasso (TI) Grasshopper Zürich (ZH) SC Kriens (LU) FC Stade Lausanne-Ouchy (VD) Neuchâtel Xamax FCS (NE) FC Schaffhausen (SH) FC Thun (BE) FC Wil (SG) FC Winterthur (ZH) | FC Black Stars Basel (BS) Stade Nyonnais (VD) FC Köniz (BE) | FC Schötz (LU) FC Solothurn (SO) FC Tuggen (SZ) FC Vevey United (VD) | FC Ajoie-Monterri (JU) FC Monthey (VS) SC Schöftland (AG) FC Sierre (VS) | 2. Liga regional SC Balerna (TI) FC Dübendorf (ZH) FC Laufen (BL) FC Savièse (VS) 3. Liga FC Dürrenast (BE) AS Haute-Broye (VD) FC Zollbrück (BE) |

## 1. Runde
In der ersten Runde hatten die Mannschaften aus der Super League und der Challenge League ein Freilos. Die Mannschaft aus der niedrigeren Liga erhielt den Heimvorteil, bei zwei Mannschaften aus der gleichen Liga bekam ihn die erstgezogene.
| Datum                      |                            | Ergebnis  |                           |
| -------------------------- | -------------------------- | --------- | ------------------------- |
| 29. August 2020, 18:00 Uhr | AS Haute-Broye (3.)        | 1:4 (0:2) | FC Vevey United (1.)      |
| 29. August 2020, 18:00 Uhr | SC Schöftland (2. Int)     | 6:1 (1:0) | FC Sierre (2. Int)        |
| 29. August 2020, 18:00 Uhr | FC Monthey (2. Int)        | 2:1 (2:1) | FC Black Stars Basel (PL) |
| 30. August 2020, 14:30 Uhr | FC Laufen (2.)             | 0:6 (0:2) | FC Solothurn (1.)         |
| 30. August 2020, 15:00 Uhr | FC Dübendorf (2.)          | 1:2 (0:0) | FC Schötz (1.)            |
| 30. August 2020, 15:30 Uhr | FC Savièse (2.)            | 0:2 (0:0) | SC Balerna (2.)           |
| 30. August 2020, 16:00 Uhr | FC Zollbrück (3.)          | 0:7 (0:5) | Stade Nyonnais (PL)       |
| 30. August 2020, 16:00 Uhr | FC Ajoie-Monterri (2. Int) | 0:2 (0:0) | FC Tuggen (1.)            |
| 31. August 2020, 19:30 Uhr | FC Dürrenast (3.)          | 1:5 (1:1) | FC Köniz (PL)             |

## 2. Runde
In der zweiten Runde genossen die vier Teilnehmer an europäischen Wettbewerben ein Freilos, zudem konnten die fünf Mannschaften aus der Super League gemäss Reglement nicht aufeinandertreffen. Die Mannschaft aus der niedrigeren Liga erhielt den Heimvorteil, bei zwei Mannschaften aus der gleichen Liga bekam ihn die erstgezogene.
| Datum                         |                               | Ergebnis              |                               |
| ----------------------------- | ----------------------------- | --------------------- | ----------------------------- |
| 11. September 2020, 19:30 Uhr | FC Schaffhausen (ChL)         | 1:2 n. V. (1:1)       | FC Lugano (SL)                |
| 12. September 2020, 16:00 Uhr | FC Tuggen (1.)                | 1:2 (1:2)             | FC Winterthur (ChL)           |
| 12. September 2020, 16:00 Uhr | FC Schötz (1.)                | 0:3 (0:0)             | FC Sion (SL)                  |
| 12. September 2020, 16:15 Uhr | FC Stade Nyonnais (PL)        | 1:3 (0:0)             | FC Lausanne-Sport (SL)        |
| 12. September 2020, 16:30 Uhr | FC Stade Lausanne-Ouchy (ChL) | 1:2 (0:1)             | Grasshopper Club Zürich (ChL) |
| 12. September 2020, 18:30 Uhr | FC Aarau (ChL)                | 0:0 n. V. (4:3 i. E.) | FC Wil (ChL)                  |
| 12. September 2020, 18:00 Uhr | FC Vevey United (1.)          | 3:0 (0:0)             | FC Köniz (PL)                 |
| 13. September 2020, 14:30 Uhr | SC Schöftland (2. Int)        | 1:5 (0:2)             | FC Solothurn (1.)             |
| 13. September 2020, 15:00 Uhr | Neuchâtel Xamax FCS (ChL)     | 1:4 (0:2)             | SC Kriens (ChL)               |
| 13. September 2020, 16:00 Uhr | FC Thun (ChL)                 | 0:1 (0:0)             | FC Luzern (SL)                |
| 13. September 2020, 16:00 Uhr | FC Chiasso (ChL)              | 3:2 (2:1)             | FC Zürich (SL)                |
| 26. September 2020, 17:00 Uhr | SC Balerna (2.)               | 1:2 (1:1)             | FC Monthey (2. Int)           |

## Achtelfinal
Im Achtelfinal erhielt die Mannschaft aus der niedrigeren Liga den Heimvorteil, bei zwei Mannschaften aus der gleichen Liga bekam ihn die erstgezogene.
| Datum                       |                               | Ergebnis             |                        |
| --------------------------- | ----------------------------- | -------------------- | ---------------------- |
| 10. Februar 2021            | FC Solothurn (1.)             | 0:3 FF *             | SC Kriens (ChL)        |
| 10. Februar 2021, 17:30 Uhr | FC Aarau (ChL)                | 4:2 n. V. (2:2, 1:0) | FC Sion (SL)           |
| 17. Februar 2021, 17:30 Uhr | FC Winterthur (ChL)           | 6:2 (2:0)            | FC Basel (SL)          |
| 24. Februar 2021, 17:30 Uhr | Grasshopper Club Zürich (ChL) | 2:0 (0:0)            | FC Lausanne-Sport (SL) |
| 10. März 2021, 17:30 Uhr    | FC Chiasso (ChL)              | 1:2 (0:0)            | FC Luzern (SL)         |
| 7. April 2021, 18:00 Uhr    | FC Monthey (2. Int)           | 0:3 (0:2)            | FC Lugano (SL)         |
| 7. April 2021, 18:00 Uhr    | FC Vevey United (1.)          | 2:4 (1:0)            | Servette FC (SL)       |
| 8. April 2021, 18:00 Uhr    | FC St. Gallen (SL)            | 4:1 (1:0)            | BSC Young Boys (SL)    |

## Viertelfinal
Auch im Viertelfinal erhielt nun neu die Mannschaft aus der niedrigeren Liga den Heimvorteil, bei Mannschaften aus der gleichen Liga bekam ihn die erstgezogene.
| Datum                     |                               | Ergebnis             |                     |
| ------------------------- | ----------------------------- | -------------------- | ------------------- |
| 6. April 2021, 18:00 Uhr  | FC Aarau (ChL)                | 3:0 (2:0)            | FC Winterthur (ChL) |
| 13. April 2021, 17:00 Uhr | FC Lugano (SL)                | 1:2 n. V. (1:1, 1:0) | FC Luzern (SL)      |
| 14. April 2021, 17:00 Uhr | SC Kriens (ChL)               | 2:3 n. V. (1:1, 1:0) | Servette FC (SL)    |
| 14. April 2021, 18:00 Uhr | Grasshopper Club Zürich (ChL) | 1:2 (0:2)            | FC St. Gallen (SL)  |

## Halbfinal
Auch im Halbfinal erhielt nun neu die Mannschaft aus der niedrigeren Liga den Heimvorteil, bei zwei Mannschaften aus der gleichen Liga bekam ihn die erstgezogene.
| Datum                  |                  | Ergebnis  |                    |
| ---------------------- | ---------------- | --------- | ------------------ |
| 4. Mai 2021, 17:30 Uhr | FC Aarau (ChL)   | 1:2 (1:1) | FC Luzern (SL)     |
| 5. Mai 2021, 17:00 Uhr | Servette FC (SL) | 0:1 (0:0) | FC St. Gallen (SL) |

## Final
Der Cupfinal fand am Pfingstmontag, dem 24. Mai 2021, statt.
| Paarung        | FC St. Gallen – FC Luzern |
| Ergebnis       | 1:3 (1:2) |
| Datum          | 24. Mai 2021 um 15:00 Uhr |
| Stadion        | Stadion Wankdorf, Bern |
| Zuschauer      | 100 |
| Schiedsrichter | Lionel Tschudi |
| Tore           | 0:1 Ibrahima Ndiaye (27.) 0:2 Jordy Wehrmann (31.) 1:2 Chukwubuike Adamu (42.) 1:3 Pascal Schürpf (70.) |
| FC St. Gallen  | Lawrence Ati Zigi (65. Lukas Watkowiak) – Nicolas Lüchinger (46. Jérémy Guillemenot), Leonidas Stergiou (65. Euclides Cabral), Betim Fazliji, Miro Muheim – Lukas Görtler, Basil Stillhart, Jordi Quintillà, Victor Ruiz Abril – Chukwubuike Adamu (74. Boris Babić), Élie Youan (74. Kwadwo Duah) Cheftrainer: Peter Zeidler ( Deutschland) |
| FC Luzern      | Marius Müller – Christian Schwegler, Marco Burch, Stefan Knežević, Martin Frýdek – Louis Schaub (87. Simon Grether), Jordy Wehrmann, Filip Ugrinić, Pascal Schürpf – Dejan Sorgić, Ibrahima Ndiaye (56. Varol Tasar) Cheftrainer: Fabio Celestini                                                                                            |